# Campeonato Europeu de Ciclismo em Estrada
O Campeonato Europeu de Ciclismo em Estrada é o campeonato europeu de ciclismo de estrada para os países membros da União Europeia de Ciclismo, levando-se a cabo provas tanto masculinas como femininas e sendo para ciclistas júniors (jovens) e sub-23 se incorporando os elites (sem limitação de idade) em 2016. Por isso, até 2015, o título de maior importância que outorgava este campeonato foi o de Campeonato Europeu sub-23.
Criaram-se em 1995 e em 1997 introduziram-se as provas contrarrelógio, ambas para ciclistas sub-23. Em 2005 incorporou-se ao programa as corridas para categoria júnior (jovens menores de 19 anos) e em 2016 para os elites (sem limitação de idade). Aparte da medalha ao vencedor outorga-se-lhe também um camisola europeu identificativo ainda que mal se usa já que não há obrigatoriedade de vestir nas corridas internacionais.
Ao invés que em outros Campeonatos continentais não existia categoria para ciclistas elite (sem limitação de idade) já que se considerava que em Europa (UCI Europe Tour para ciclistas masculinos) há corridas bem mais prestigiosas que esta e ademais os ciclistas europeus se centram nos calendários mundiais (desde 2016: UCI WorldTour e UCI WorldTour Feminino), ao igual que ocorre com outros desportos. Prova disso é que em 2015 se disputaram provas elite nos Jogos Europeus de Baku e não foram muitos ciclistas presgitiosos ao se disputar, ou estar a preparar, outras corridas de maior importância. Apesar disso face ao 2016 se anunciaram uns Campeonatos Europeus para categoria elite com a característica que na corrida feminina correm as sub-23 e elite juntas, pelo que apesar de se outorgar dois campeonatos a nível UCI só se considera oficial a vencedora dessa única corrida.

## Sedes
| Ano  | País                  | Cidade              | Cidade               |
| Ano  | País                  | Prova em Estrada    | Prova Contrarrelógio |
| ---- | --------------------- | ------------------- | -------------------- |
| 1995 | Chéquia               | Trutnov             | não se disputou      |
| 1996 | Reino Unido           | Ilha de Man         | não se disputou      |
| 1997 | Áustria               | Villach             | Villach              |
| 1998 | Suécia                | Uppsala             | Uppsala              |
| 1999 | Portugal              | Lisboa              | Lisboa               |
| 2000 | Polónia               | Kielce              | Kielce               |
| 2001 | França                | Apremont            | Apremont             |
| 2002 | Itália                | Bergamo             | Grassobbio           |
| 2003 | Grécia                | Atenas              | Vouliagmeni          |
| 2004 | Estónia               | Otepää              | Otepää               |
| 2005 | Rússia                | Moscovo             | Moscovo              |
| 2006 | Países Baixos         | Valkenburg          | Heerlen e Valkenburg |
| 2007 | Bulgária              | Sofia               | Sofia                |
| 2008 | Itália                | Verbania e Pallanza | Arona e Stresa       |
| 2009 | Bélgica               | Hooglede            | Hooglede             |
| 2010 | Turquia               | Ancara              | Ancara               |
| 2011 | Itália                | Offida              | Offida               |
| 2012 | Países Baixos         | Goes                | Goes                 |
| 2013 | Chéquia               | Olomouc             | ?                    |
| 2014 | Suíça                 | Nyon                | Nyon                 |
| 2015 | Estónia               | Tartu               | Tartu                |
| 2016 | França                | Plumelec            | Plumelec             |
| 2017 | Dinamarca             | Herning             | Herning              |
| 2018 | Reino Unido · Chéquia | Glasgow Zlín        | Glasgow Brno         |
| 2019 | Países Baixos         | Alkmaar             | Alkmaar              |
| 2020 | França                | Plouay              | Plouay               |
| 2021 | Itália                | Trento              | Trento               |
| 2022 | Alemanha · Portugal   | Múnich Anadia       | Múnich Sangalhos     |
| 2023 | Países Baixos         | Drente              | Drente               |

## Palmarés

### Competições masculinas

#### Ciclismo de estrada
| Edição | Ouro               | Prata                | Bronze           |
| ------ | ------------------ | -------------------- | ---------------- |
| 2016   | Peter Sagan        | Julian Alaphilippe   | Dani Moreno      |
| 2017   | Alexander Kristoff | Elia Viviani         | Moreno Hofland   |
| 2018   | Matteo Trentin     | Mathieu van der Poel | Wout van Aert    |
| 2019   | Elia Viviani       | Yves Lampaert        | Pascal Ackermann |
| 2020   | Giacomo Nizzolo    | Arnaud Démare        | Pascal Ackermann |
| 2021   | Sonny Colbrelli    | Remco Evenepoel      | Benoît Cosnefroy |
| 2022   | Fabio Jakobsen     | Arnaud Démare        | Tim Merlier      |
| 2023   | Christophe Laporte | Wout van Aert        | Olav Kooij       |

#### Contrarrelógio
| Edição | Ouro                 | Prata                | Bronze                |
| ------ | -------------------- | -------------------- | --------------------- |
| 2016   | Jonathan Castroviejo | Victor Campenaerts   | Moreno Moser          |
| 2017   | Victor Campenaerts   | Maciej Bodnar        | Ryan Mullen           |
| 2018   | Victor Campenaerts   | Jonathan Castroviejo | Maximilian Schachmann |
| 2019   | Remco Evenepoel      | Kasper Asgreen       | Edoardo Affini        |
| 2020   | Stefan Küng          | Rémi Cavagna         | Victor Campenaerts    |
| 2021   | Stefan Küng          | Filippo Ganna        | Remco Evenepoel       |
| 2022   | Stefan Bissegger     | Stefan Küng          | Filippo Ganna         |
| 2023   | Joshua Tarling       | Stefan Bissegger     | Wout van Aert         |

#### Ciclismo de estradasub-23
| Edição | Ouro                 | Prata               | Bronze                |
| ------ | -------------------- | ------------------- | --------------------- |
| 1995   | Mirko Celestino      | Romāns Vainšteins   | Giuliano Figueras     |
| 1996   | Cândido Barbosa      | Daniele Contrini    | Sergei Ivanov         |
| 1997   | Salvatore Commesso   | Sven Montgomery     | Gerrit Glomser        |
| 1998   | Zoran Klemenčič      | Andy Vidts          | Raphael Schweda       |
| 1999   | Michele Gobbi        | Luca Paolini        | Fabio Bulgarelli      |
| 2000   | Graziano Gasparre    | Stefan Adamsson     | Lorenzo Bernucci      |
| 2001   | Giampaolo Caruso     | Eric Baumann        | Roman Luhovyy         |
| 2002   | Michael Albasini     | Mikhail Timochine   | Mathieu Sprick        |
| 2003   | Giovanni Visconti    | Jérémy Roy          | Kristjan Fajt         |
| 2004   | Kalvis Eisaks        | Tom Veelers         | Arturs Ansons         |
| 2005   | František Raboň      | Anders Lund         | Nick Ingels           |
| 2006   | Benoît Sinner        | René Mandri         | Francesco Gavazzi     |
| 2007   | Andrey Klyuev        | Ignatas Konovalovas | Normunds Lasis        |
| 2008   | Cyril Gautier        | Paul Voss           | Timofey Kritskiy      |
| 2009   | Kris Boeckmans       | Jarosław Marycz     | Sacha Modolo          |
| 2010   | Piotr Gawronski      | Nelson Oliveira     | Arnaud Démare         |
| 2011   | Julian Kern          | Siarhei Novikau     | Konstantin Klimiankou |
| 2012   | Jan Tratnik          | Andžs Flaksis       | Wouter Wippert        |
| 2013   | Sean De Bie          | Petr Vakoč          | Toms Skujiņš          |
| 2014   | Stefan Küng          | Iuri Filosi         | Anthony Turgis        |
| 2015   | Erik Baška           | Mamyr Stash         | Davide Martinelli     |
| 2016   | Alexandr Riabushenko | Bjorg Lambrecht     | Andrea Vendrame       |
| 2017   | Casper Pedersen      | Benoît Cosnefroy    | Marc Hirschi          |
| 2018   | Marc Hirschi         | Victor Lafay        | Fernando Barceló      |
| 2019   | Alberto Dainese      | Niklas Larsen       | Rait Ärm              |
| 2020   | Jonas Hvideberg      | Anthon Charmig      | Vojtěch Řepa          |
| 2021   | Thibau Nys           | Filippo Baroncini   | Juan Ayuso            |
| 2022   | Felix Engelhardt     | Mathias Vacek       | Davide De Pretto      |
| 2023   | Henrik Pedersen      | Iván Romeo          | Paul Magnier          |

#### Contrarrelógiosub-23
| Edição | Ouro                  | Prata                | Bronze                |
| ------ | --------------------- | -------------------- | --------------------- |
| 1997   | Guillaume Auger       | Fabio Malberti       | Maurizio Caravaggio   |
| 1998   | Oleg Joukov           | Marco Pinotti        | László Bodrogi        |
| 1999   | Martin Cotar          | Charles Wegelius     | Nicolas Fritsch       |
| 2000   | Yevgueni Petrov       | Paweł Zugaj          | Dmitri Stemov         |
| 2001   | Manuel Quinziato      | Aleksandr Bespálov   | Sebastian Lang        |
| 2002   | Jonas Olsson          | Aleksandr Bespálov   | Jure Zrimšek          |
| 2003   | Markus Fothen         | Jure Zrimšek         | Vladímir Gúsev        |
| 2004   | Christian Müller      | Janez Brajkovič      | Alexei Esin           |
| 2005   | Dmytro Grabovskyy     | Dominique Cornu      | Janez Brajkovič       |
| 2006   | Dmytro Grabovskyy     | Jérôme Coppel        | Dominique Cornu       |
| 2007   | Maxim Belkov          | Rein Taaramäe        | Adriano Malori        |
| 2008   | Adriano Malori        | Timofey Kritskiy     | Artem Ovechkin        |
| 2009   | Marcel Kittel         | Timofey Kritskiy     | Rasmus Quaade         |
| 2010   | Alex Dowsett          | Geoffrey Soupe       | Nelson Oliveira       |
| 2011   | Yoann Paillot         | Bob Jungels          | Vegard Stake Laengen  |
| 2012   | Rasmus Quaade         | Bob Jungels          | Oleksandr Golovash    |
| 2013   | Victor Campenaerts    | Oleksandr Golovash   | Jasha Sütterlin       |
| 2014   | Stefan Küng           | Davide Martinelli    | Alexander Evtushenko  |
| 2015   | Steven Lammertink     | Marlen Zmorka        | Maximilian Schachmann |
| 2016   | Lennard Kämna         | Filippo Ganna        | Rémi Cavagna          |
| 2017   | Kasper Asgreen        | Mikkel Bjerg         | Corentin Ermenault    |
| 2018   | Edoardo Affini        | Izidor Penko         | Markus Wildauer       |
| 2019   | Johan Price-Pejtersen | Mikkel Bjerg         | Stefan Bissegger      |
| 2020   | Andreas Leknessund    | Stefan Bissegger     | Ilan Van Wilder       |
| 2021   | Johan Price-Pejtersen | Søren Wærenskjold    | Daan Hoole            |
| 2022   | Alec Segaert          | Fran Miholjević      | Eddy Le Huitouze      |
| 2023   | Alec Segaert          | Carl-Frederik Bévort | Gustav Wang           |

### Competições femininas

#### Ciclismo de estrada
| Edição | Ouro                 | Prata                | Bronze               |
| ------ | -------------------- | -------------------- | -------------------- |
| 2016   | Anna van der Breggen | Katarzyna Niewiadoma | Elisa Longo Borghini |
| 2017   | Marianne Vos         | Giorgia Bronzini     | Olga Zabelinskaya    |
| 2018   | Marta Bastianelli    | Marianne Vos         | Lisa Brennauer       |
| 2019   | Amy Pieters          | Elena Cecchini       | Lisa Klein           |
| 2020   | Annemiek van Vleuten | Elisa Longo Borghini | Katarzyna Niewiadoma |
| 2021   | Ellen van Dijk       | Liane Lippert        | Rasa Leleivytė       |
| 2022   | Lorena Wiebes        | Elisa Balsamo        | Rachele Barbieri     |
| 2023   | Mischa Bredewold     | Lorena Wiebes        | Lotte Kopecky        |

#### Contrarrelógio
| Edição | Ouro                 | Prata                | Bronze                  |
| ------ | -------------------- | -------------------- | ----------------------- |
| 2016   | Ellen van Dijk       | Anna van der Breggen | Olga Zabelinskaya       |
| 2017   | Ellen van Dijk       | Ann-Sophie Duyck     | Anna van der Breggen    |
| 2018   | Ellen van Dijk       | Anna van der Breggen | Trixi Worrack           |
| 2019   | Ellen van Dijk       | Lisa Klein           | Lucinda Brand           |
| 2020   | Anna van der Breggen | Ellen van Dijk       | Marlen Reusser          |
| 2021   | Marlen Reusser       | Ellen van Dijk       | Lisa Brennauer          |
| 2022   | Marlen Reusser       | Ellen van Dijk       | Riejanne Markus         |
| 2023   | Marlen Reusser       | Anna Henderson       | Christina Schweinberger |

#### Ciclismo de estradasub-23
| Edição | Ouro                      | Prata                 | Bronze                    |
| ------ | ------------------------- | --------------------- | ------------------------- |
| 1995   | Regina Schleicher         | Evi Gensheimer        | Elena Unruh               |
| 1996   | Hanka Kupfernagel         | Diana Žiliūtė         | Elisabeth Chevanne-Brunel |
| 1997   | Elisabeth Chevanne-Brunel | Tetiana Stiazhkina    | Izaskun Bengoa            |
| 1998   | Susanne Ljungskog         | Diana Žiliūtė         | Mirella van Melis         |
| 1999   | Tetiana Stiazhkina        | Oksana Saprykina      | Nicole Brändli            |
| 2000   | Alessandra D’Ettore       | Mirella van Melis     | Lado Carrara              |
| 2001   | Mirella van Melis         | Angela Hennig-Brodtka | Sophie Creux              |
| 2002   | Trixi Worrack             | Evy Van Damme         | Virginie Moinard          |
| 2003   | María Isabel Moreno       | Theresa Senff         | Lado Koedooder            |
| 2004   | Monica Holler             | Bertine Spijkerman    | Nathalie Tirard Collet    |
| 2005   | Gessica Turato            | Monica Holler         | Modesto Vžesniauskaitė    |
| 2006   | Marianne Vos              | Tatiana Guderzo       | Monica Holler             |
| 2007   | Marianne Vos              | Marta Bastianelli     | Rasa Leleivytė            |
| 2008   | Rasa Leleivytė            | Lesya Kalytovska      | Marta Bastianelli         |
| 2009   | Chantal Blaak             | Katie Colclough       | Marianne Vos              |
| 2010   | Noortje Tabak             | Lesya Kalytovska      | Aušrinė Trebaitė          |
| 2011   | Larisa Pankova            | Alena Amialiusik      | Lucinda Brand             |
| 2012   | Evelyn Arys               | Barbara Guarischi     | Kim de Baat               |
| 2013   | Susanna Zorzi             | Francesca Cauz        | Hanna Solovey             |
| 2014   | Sabrina Stultiens         | Elena Cecchini        | Annabelle Dreville        |
| 2015   | Katarzyna Niewiadoma      | Ilaria Sanguineti     | Thalita de Jong           |
| 2016   | Katarzyna Niewiadoma      | Cecilie Uttrup Ludwig | Séverine Eraud            |
| 2017   | Pernille Mathiesen        | Susanne Andersen      | Alice Barnes              |
| 2018   | Nikola Nosková            | Aafke Soet            | Letizia Paternoster       |
| 2019   | Letizia Paternoster       | Marta Lach            | Lonneke Uneken            |
| 2020   | Elisa Balsamo             | Lonneke Uneken        | Emma Cecilie Norsgaard    |
| 2021   | Silvia Zanardi            | Blanka Vais           | Évita Muzic               |
| 2022   | Shirin van Anrooij        | Vittoria Guazzini     | Fem van Empel             |
| 2023   | Ilse Pluimers             | Anna Shackley         | Linda Zanetti             |

#### Contrarrelógiosub-23
| Edição | Ouro                  | Prata                 | Bronze               |
| ------ | --------------------- | --------------------- | -------------------- |
| 1997   | Diana Žiliūtė         | Izaskun Bengoa        | Jenny Algelid        |
| 1998   | Diana Žiliūtė         | Susanne Ljungskog     | Rasa Mažeikytė       |
| 1999   | Tetyana Styazhkina    | Nicole Brändli        | Ceris Gilfillan      |
| 2000   | Lada Kozlikova        | Ceris Gilfillan       | Nicole Brändli       |
| 2001   | Nicole Brändli        | Lada Kozlikova        | Olga Zabelinskaya    |
| 2002   | Olga Zabelinskaya     | Lado Carrara          | Lado Koedooder       |
| 2003   | Virginie Moinard      | Madeleine Sandig      | María Isabel Moreno  |
| 2004   | Tatiana Guderzo       | Madeleine Sandig      | Anna Zugno           |
| 2005   | Madeleine Sandig      | Tatiana Guderzo       | Anna Zugno           |
| 2006   | Linda Villumsen       | Tatiana Guderzo       | Bianca Knoepfle      |
| 2007   | Linda Villumsen       | Svitlana Halyuk       | Martina Sáblíková    |
| 2008   | Ellen van Dijk        | Svitlana Halyuk       | Lesya Kalytovska     |
| 2009   | Ellen van Dijk        | Emilia Fahlin         | Marianne Vos         |
| 2010   | Alexandra Burchenkova | Emilia Fahlin         | Katažina Sosna       |
| 2011   | Mélodie Lesueur       | Larisa Pankova        | Katažina Sosna       |
| 2012   | Anna van der Breggen  | Mieke Kröger          | Elisa Longo Borghini |
| 2013   | Hanna Solovey         | Rossella Ratto        | Ksenia Dobrynina     |
| 2014   | Mieke Kröger          | Séverine Eraud        | Ramona Korchini      |
| 2015   | Mieke Kröger          | Olga Shekel           | Corinna Lechner      |
| 2016   | Anastasiia Iakovenko  | Kseniya Tuhai         | Lisa Klein           |
| 2017   | Pernille Mathiesen    | Cecilie Uttrup Ludwig | Lisa Klein           |
| 2018   | Aafke Soet            | Lisa Klein            | Nikola Nosková       |
| 2019   | Hannah Ludwig         | Mariya Novolodskaya   | Elena Pirrone        |
| 2020   | Hannah Ludwig         | Franziska Koch        | Marta Jaskulska      |
| 2021   | Vittoria Guazzini     | Hannah Ludwig         | Elena Pirrone        |
| 2022   | Shirin van Anrooij    | Vittoria Guazzini     | Marie Le Net         |
| 2023   | Zoe Bäckstedt         | Antonia Niedermaier   | Anniina Ahtosalo     |

### Competições mistas

#### Relevos mistos
| Edição | Ouro                | Prata               | Bronze              |
| ------ | ------------------- | ------------------- | ------------------- |
| 2019   | Países Baixos       | Alemanha            | Itália              |
| 2020   | Alemanha            | Suíça               | Itália              |
| 2021   | Itália              | Alemanha            | Países Baixos       |
| 2022   | Prova não realizada | Prova não realizada | Prova não realizada |
| 2023   | França              | Itália              | Alemanha            |